# 朝集帳
朝集帳（ちょうしゅうちょう）は、各地の国司より毎年派遣される朝集使が朝廷に提出した公文。ただし、「朝集帳」という題名の公文・帳簿が存在した訳ではなく、朝集使が提出した様々な公文・帳簿を総称した呼称である。

## 概要
朝集使は毎年11月1日（ただし、畿内は10月1日）までに太政官をはじめとする諸官司に様々な公文を提出した。そうした公文を一括した呼称が朝集帳である。
朝集帳の代表的なものとしては、考課のために国司や郡司の勤務評価を記した考文や公文書の送付・受領の記録を記した計会帳などがある。その他の公文・帳簿には『養老令』の規定には僧尼死亡帳・兵士歴名簿・国郡器仗帳・防人営種苗子帳・官私船帳・馳駅帳・駒犢帳・官私馬牛帳・囚人獄死帳・盗囚帳が挙げられ、『延喜式』の規定には擬任郡司名簿・雑色人死亡帳・正倉帳・官舎帳・溝池帳・桑漆帳・種麦帳・陸田帳・鶏帳・鋪設帳が挙げられている。